# Хинохара
Хинохара (яп. 檜原村 Хинохара-мура) — село в Японии, находящееся в уезде Ниситама префектуры Токио. Площадь села составляет 105,42 км², население — 2003 человека (1 октября 2020), плотность населения — 19,00 чел./км².

## Географическое положение
Село расположено на острове Хонсю в префектуре Токио региона Канто. С ним граничат города Хатиодзи, Акируно, Сагамихара, Уэнохара и посёлок Окутама.

## Население
Население села составляет 2003 человека (1 октября 2020), а плотность — 19,00 чел./км². Изменение численности населения с 1980 по 2005 годы:
| 1980 | 4230 чел. |  |
| 1985 | 4012 чел. |  |
| 1990 | 3808 чел. |  |
| 1995 | 3560 чел. |  |
| 2000 | 3256 чел. |  |
| 2005 | 2930 чел. |  |

## Символика
Деревом села считается Chamaecyparis obtusa, цветком — керрия, птицей — Cettia diphone.